# 原住吉秀松宅邸
原住吉秀松宅邸位於臺灣臺南市中西區，原是臺灣日治時期的營造業者住吉秀松（被譽為臺南消防之父）的宅邸，於2020年8月11日被公告為臺南市的直轄市定古蹟。宅邸建築保存相當完整，另外還有住吉家當時的神社遺跡、家徽等文物。宅邸所在地在清朝時為崇文書院:29。

## 沿革
住吉秀松宅邸在第二次世界大戰後，先是成為陳漢平將軍的住處，而後有中華日報社長盧冠群入住:63。1946年4月時，此宅邸變成薛岳將軍官舍:49。而後高錦德向薛岳將軍買權利，並向國家價購土地後接手入住。
2018年高思博參選臺南市市長時，與其父高育仁公開老宅。之後在住吉家族友人牽線下，促成住吉家族2019年來臺參觀老宅和參與消防史料館開幕之事。2019年6月28日，文史工作者李文雄發現高宅青年路上的雨遮已拆除，擔心木造老屋會被拆除。對此前立法委員高思博表示，房舍是高家持有，但庭院等產權歸屬他人。另外房舍正申請歷史建築中，強調不會拆除。目前住吉家舊居的產權在歷經多次訴訟後，2016年法院宣判後，高家持有5分之2（住宅主體），另外5分之3則是高錦德續弦黃女士持有（含庭院、神社以及住吉家族家徽等物）。而由於黃女士在住吉家舊居後方有住宅建築，法院裁定必須要留有共有通道以利黃家進出。據報導高家已經將老宅向臺南市文化局申報為歷史建築，但黃女士則尚未表達意願。文史工作者李文雄則表示希望舊居能完整保留，並規劃成「住吉秀松紀念館」。
2019年7月7日傍晚，臺南市文化資產管理處接獲通報有怪手進駐（文資處推測可能是要闢建共有通道的關係）。次日（7月8日）前往勘查，認為有潛在文資有急迫危險發生的可能，遂將宅邸列為暫定古蹟。而後在2020年8月11日，正式被公告為臺南市的直轄市定古蹟。

## 外部連結
- 古蹟公告公文 （页面存档备份，存于）